# Hilbert–Burchs sats
Inom matematiken är Hilbert–Burchs sats ett resultat som beskriver strukturen av vissa fria resolutioner av kvoten av lokala eller gradrade ringar i fallet då kvoten har projektiv dimension 2. Hilbert (1890) bevisade en version av satsen för polynomringar, och Burch (1968, p.944) bevisade en mer allmän version. Flera senare författare har återupptäckt och publicerat variationer på satsen. 